# Adana
Adana je páté největší turecké město. Má přibližně 1,77 milionu obyvatel a nachází se na jihu Anatolského poloostrova v Turecku. Patří k rychle se rozvíjejícím městům. Má jednu linku metra a mnoho hotelů.

## Klimatické poměry
Adana má středomořské klima. Průměrná roční teplota zde činí je 19,5 °C. Nejteplejšími měsíci jsou červenec a srpen s průměrem kolem 29 °C, nejchladnějším leden s průměrem pod 10 °C. 

## Historie
Dnešní moderní Adana se nachází na břehu řeky Seyhan, na planině Cilici. Byla založena na karavanové stezce ze starověké Sýrie, nedaleko města Tarsus. Výstavba většího města však probíhala až do dob Římské říše, v roce 63 př. n. l. Adana byla v té době velmi důležitá jako zastávka římských vojáků, kteří cestovali z Říma na východ a na jih. V 8. století se města zmocnil Bagdádský chalíf Harun al-Rašíd, později spadala pod vládu Osmanské říše. Během zlatého věku impéria v 15. a 16. století se rozšířilo historické centrum města a vznikly nové jeho čtvrti.

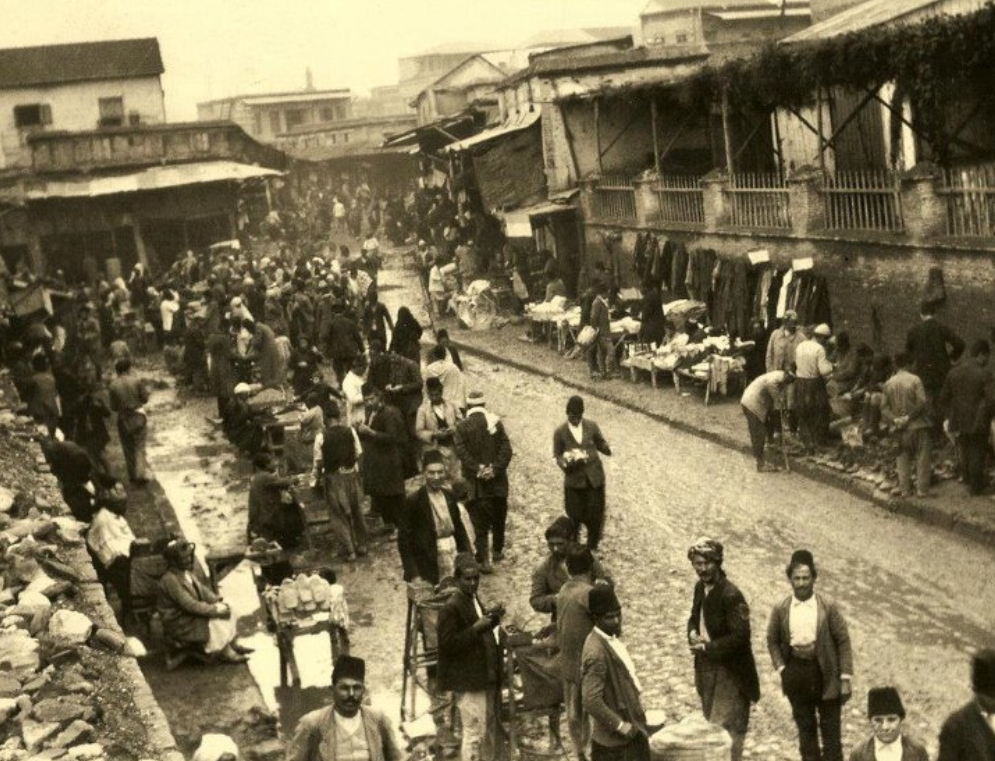
Město v roce 1921.

Mezi lety 1832 a 1840 byla obsazen Egyptem v rámci osmanské krize a vnitřních bojů.
V období existence Osmanské říše byla Adana spíše centrem zemědělství, zatímco roli většího města a regionálně významného centra plnil nedaleký Tarsus. Na počátku 20. století se zde rozvinul textilní průmysl, který fungoval ruku v ruce s bavlnou, pěstovanou v okolních regionech. Díky železnici, zavedené roku 1886, a přístavu se Adana stala ekonomicky se dobře rozvíjejícím městem. 
Na začátku 20. století zde a v celé Adanské provincii došlo k často zmiňovanému masakru Arménů, jichž bylo povražděno až 30 000. Do roku 1925 turecká vláda zkonfiskovala majetky, které patřily původním Arménům a rozdělila je mezi Turky, kteří se sem nastěhovali ze ztracených území (např. z Kréty nebo z Balkánu). Během druhé světové války zde západní spojenci vedli rozhovory s Ismetem İnönü (tehdejším tureckým prezidentem) se záměrem zapojit Turecko do války, nicméně Turecko tak neučinilo. 
V 80. letech se zde zvýšil počet obyvatel v souvislosti s přílivem uprchlíků. Roku 1998 město zasáhlo zemětřesení. 
Od přelomu 20. a 21. století se Adana rozvíjí mimo jiné jako turistická destinace.
Dne 24. listopadu 2016 zde došlo k teroristickému útoku, při kterém byl zraněn jeden člověk.

## Obyvatelstvo
Adana má přes milion obyvatel. Tuto metu překročila v druhé polovině 20. století a i nadále jako město velmi dynamicky roste. 
Dvě třetiny obyvatel Adany žijí západně od řeky Seyhan, kde se nachází historické centrum. Rozrůstání města směrem východně od řeky je omezené díky velkým areálům, jako je Çukurova univerzita a letecká základna Incirlik.
Hlavními etnickými skupinami v Adaně jsou Turci, Arabové a Kurdové. Před první světovou válkou byla národnostní i náboženská skladba obyvatel mnohem pestřejší, změny po konfliktu však byly hlavním hybatelem homogenizace obyvatel. Demografie města se výrazně změnila v 90. letech 20. století po masivní migraci Kurdů, z nichž mnozí byli nuceni opustit své vesnice na jihovýchodě Turecka vzhledem ke konfliktu mezi tureckou vládou a PKK. Kurdové žijí převážně v jižních částech města. Usadili se zde také někteří Romové z Balkánu.
V Adaně žije komunita asi 2 000 Britů a Američanů sloužících na letecké základně NATO s názvem Incirlik. Před rokem 2003 čítala 22 000 osob, ale po umístění mnoha vojáků v Iráku se její velikost snížila.
Mezi věřícími lidmi se většina obyvatel hlásí k sunnitskému islámu. Většina Turků, většina Kurdů a část Arabů jsou sunnitští muslimové a zastoupeni jsou i alavité.

## Významné stavby

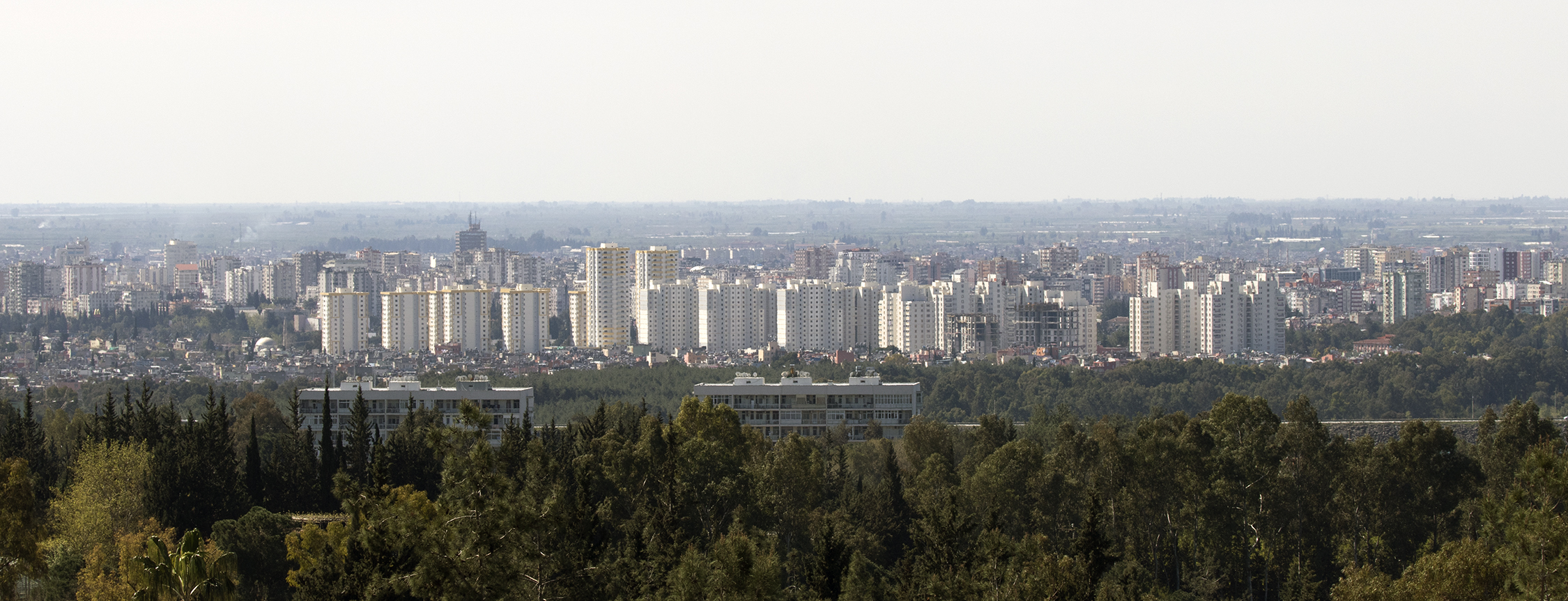
Výškové budovy v Adaně.

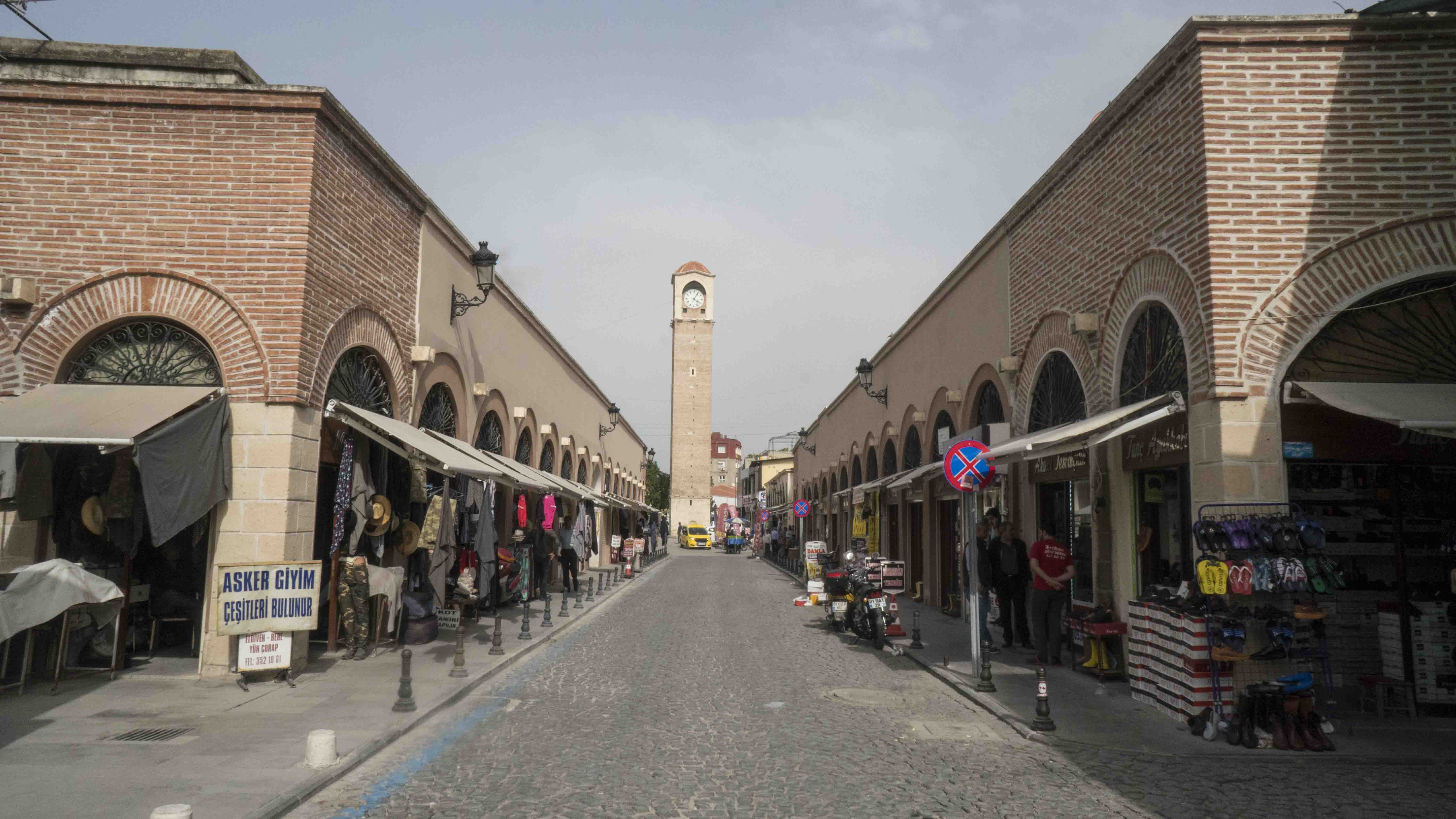
Tržnice s hodinovou věží.

- Tepebag, pozůstatky nejstaršího osídlení v centru města.
- Çukurova Univerzita
- Çag Univerzita
- Antický kamenný most a Železný most z roku 1912.
- Adanská mešita (má 6 minaretů)
- Velká mešita (turecky Ulu Camii), původem z 17. století. Nachází se v samotném historickém středu města.
- Velká hodinová věž (turecky Büyük Saat Kulesi), stojící v centru města.
- Chrám Panny Marie (arménský), sloužící místní arménské komunitě.

## Kultura
V Adaně stojí budova Státního divadla (turecky Adana Devlet Tiyatrosu), dále zde působí Archeologické muzeum a Etnografické muzeum. 

## Školství
V Adaně sídlí Univerzita Çukurovy, která je největší v regionu s 45 000 studenty.

## Doprava
Do Adany směruje několik dálnic; O 51 odsud vede do přístavního města Mersinu, O 52 potom do Gaziantepu a O 21 potom na sever do hlavního města Ankary. 
Adana má také jedno hlavové železniční nádraží (turecky Adana garı), které slouží pro osobní dopravu. Otevřeno bylo roku 1886.
Ve městě existuje jedna linka metra. Má třináct stanic. Doplňuje ji síť autobusové dopravy. 
Nedaleko Adany se nachází Letiště Şakirpaşa.

## Bezpečnost
Základna Inkirlik vzdušných sil NATO leží 12 km východně od města.

## Osobnosti města

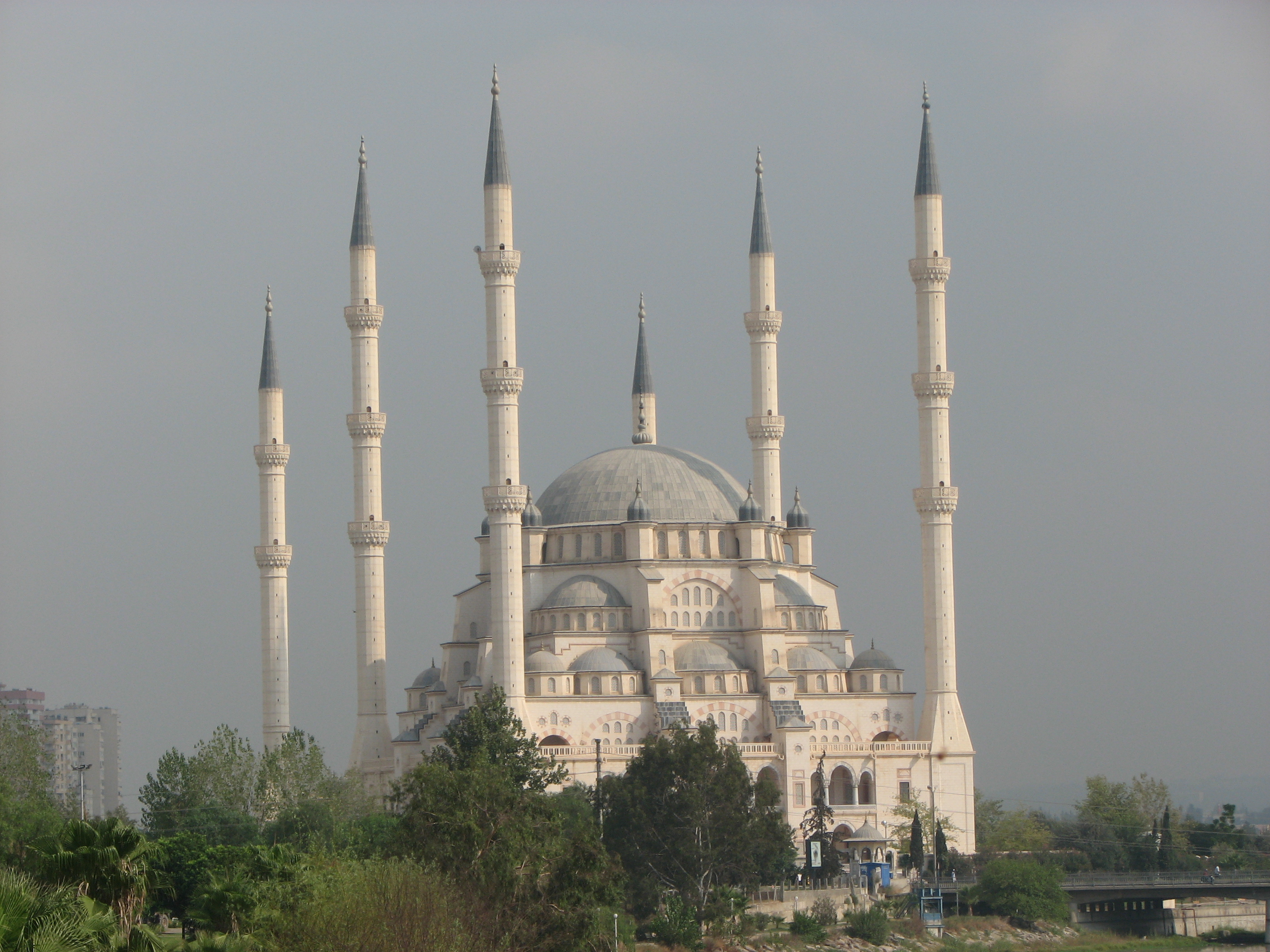
Sabanci Merkez Camii – největší mešita v Turecku a zároveň třetí na celém světě, dostavěna roku 1998.

- Kâmuran Şipal, spisovatel a překladatel
- Kasım Gülek (1905–1996), politik (CHP)
- Armenak Erevanian (1915–1996), arménsko-francouzský fotbalový brankář
- Musine Kokalari (1917–1983), albánská spisovatelka a politický vězeň

## Partnerská města
- Beerševa, Izrael
- Córdoba, Španělsko
- Bremerhaven, Německo
- Šymkent, Kazachstán
- Džidda, Saúdská Arábie
- Skopje, Severní Makedonie
- Petrohrad, Rusko
- Livorno, Itálie